# Thüring Walther

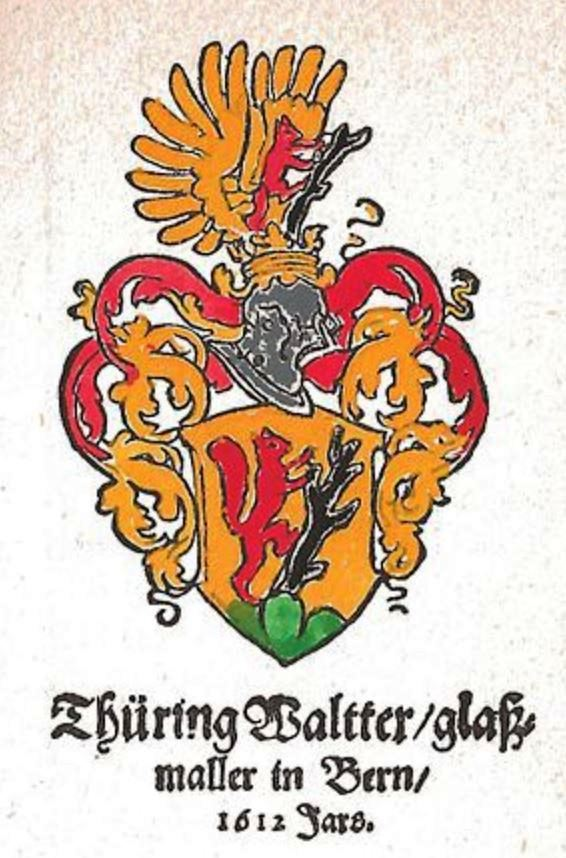
Wappen Thüring Walther, 1612

Thüring Walther (getauft 6. September 1546 in Bern; † 1615 ebenda) war ein Schweizer Glasmaler.
Walther war Mitglied der Gesellschaft zu Mittellöwen, 1577 Stubenmeister daselbst, ab 1578 im bernischen Grossen Rat. Aus Walthers Hand stammen Scheibenrisse und das «Berner Wappenbüchlein» mit Holzschnitten von 1612, eines der ältesten gedruckten Wappenbücher der Schweiz.

## Werke
- Wappenbüchlein. Bern 1612 (digitalisierte Ausgabe der Zentralbibliothek Bern/e-rara).